# Xiomara Castro
Iris Xiomara Castro Sarmiento (phát âm tiếng Tây Ban Nha: [ˌsjoˈmaɾa ˈkastɾo]; sinh ngày 30 tháng 9 năm 1959), còn được biết đến với tên Xiomara Castro de Zelaya, là một chính trị gia và nhà quản trị kinh doanh người Honduras, hiện đang giữ chức Tổng thống thứ 39 của Honduras kể từ năm 2022. Bà là nữ tổng thống đầu tiên trong lịch sử nước này, đồng thời từng là Đệ nhất phu nhân trong nhiệm kỳ tổng thống của chồng bà, ông Manuel Zelaya.
Castro lớn lên tại thủ đô Tegucigalpa và theo học ngành quản trị kinh doanh. Bà kết hôn vào năm 1976 và bắt đầu tham gia hoạt động trong ban phụ nữ của Đảng Tự do Honduras. Năm 2006, bà trở thành Đệ nhất phu nhân sau khi chồng bà giành chiến thắng trong cuộc bầu cử tổng thống năm 2005. Castro sau đó tham gia Mặt trận Kháng chiến Nhân dân Quốc gia sau khi chồng bà bị buộc phải sống lưu vong do từ chối tuân theo phán quyết của Tòa án Tối cao, dẫn đến cuộc đảo chính Honduras năm 2009.
Bà được đề cử làm ứng cử viên tổng thống của Đảng Tự do và Tái thiết (LIBRE) – một đảng cánh tả – trong cuộc tổng tuyển cử năm 2013, về nhì sau ứng viên Juan Orlando Hernández của Đảng Quốc gia Honduras, nhưng vượt qua ứng viên Mauricio Villeda của Đảng Tự do. Trong cuộc bầu cử năm 2017, bà là phó tướng cho Salvador Nasralla, nhưng liên danh này thua sít sao trước Hernández giữa những cáo buộc gian lận. Cuối cùng, Castro giành chiến thắng trong cuộc tổng tuyển cử năm 2021, đánh bại ứng viên Đảng Quốc gia Nasry Asfura, với Nasralla làm phó tướng. Bà là tổng thống đầu tiên không thuộc hệ thống hai đảng truyền thống kể từ khi Honduras khôi phục nền dân chủ vào năm 1982. Năm 2023, bà được xếp hạng 94 trong danh sách "100 phụ nữ quyền lực nhất thế giới" của Forbes.

## Thời thơ ấu
Xiomara Castro sinh ngày 30 tháng 9 năm 1959 tại Santa Bárbara, Honduras. Là con thứ hai trong số năm người con của ông Irene de Jesús Castro Reyes và bà Olga Doris Sarmiento Montoya, Castro theo học tiểu học và trung học tại Tegucigalpa, tại Học viện San José del Carmen và Học viện María Auxiliadora. Vào tháng 1 năm 1976, bà kết hôn với Manuel Zelaya. Ngay sau lễ cưới, họ chuyển về sinh sống tại Catacamas, thuộc tỉnh Olancho.
Castro tích cực tham gia Hiệp hội Phu nhân của các thành viên Câu lạc bộ Rotary tại Catacamas, cũng như các hoạt động hỗ trợ trẻ em có hoàn cảnh khó khăn tại tỉnh Olancho. Bà góp phần thành lập Trung tâm Chăm sóc Ban ngày cho Trẻ em tại Catacamas, với mục tiêu hỗ trợ các gia đình đơn thân do phụ nữ làm chủ, thông qua các dự án vệ sinh cơ bản, trồng rau và trồng hoa – được xem như những dự án phát triển việc làm thiết thực.

## Sự nghiệp chính trị

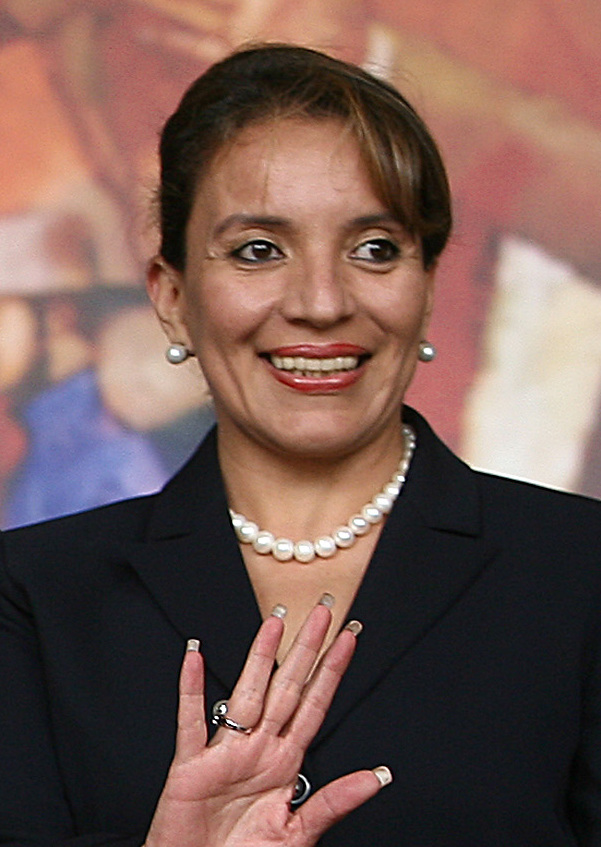
Castro vào tháng 8 năm 2007

Tại Catacamas, Castro đã tổ chức chi nhánh phụ nữ của Đảng Tự do Honduras và vận động tranh cử ủng hộ chồng mình trong cuộc bầu cử sơ bộ tháng 2 năm 2005, đồng thời đảm nhận vai trò điều phối chính trị phụ trách khu vực Catacamas. Với vai trò là Đệ nhất phu nhân Honduras, bà phụ trách các chương trình phát triển xã hội, đồng thời hợp tác với Liên Hợp Quốc và các đệ nhất phu nhân khác trong việc giải quyết các vấn đề của phụ nữ nhiễm HIV.
Sau khi chồng bà bị phế truất trong cuộc đảo chính Honduras năm 2009, bà trở thành người lãnh đạo phong trào phản đối đảo chính, nhiều lần cùng hàng nghìn người Honduras xuống đường yêu cầu Zelaya trở về. Phong trào này sau đó được gọi là Mặt trận Kháng chiến Nhân dân Quốc gia (FNRP) và là nền tảng hình thành đảng Libre.
Đại sứ quán Đài Loan khi đó chỉ bảo vệ con gái đang mang thai của Castro vì lý do nhân đạo. Đại sứ Đài Loan Lai Chien-Chung cho rằng quyết định này là để giảm thiểu rủi ro và bác bỏ luận điệu rằng họ thờ ơ. Ông nói rằng văn phòng của mình đã liên hệ với Castro và che chở cho chồng cùng hai con gái của bà. Tuy nhiên, nghị sĩ đối lập Tsai Cheng-yuan của Quốc dân đảng (KMT) cáo buộc rằng phía Đài Loan đã đuổi gia đình bà và gọi quân cảnh đến bắt họ. Castro sau đó đến ở cùng chồng tại đại sứ quán Brazil, nơi ông Zelaya lánh nạn trước khi đạt được thỏa thuận với chính quyền thực tế.

### Các chiến dịch tranh cử tổng thống

#### 2013
Ngày 1 tháng 7 năm 2012, Castro chính thức khởi động chiến dịch tranh cử tổng thống tại một sự kiện ở tỉnh Santa Bárbara. Bà thắng cử sơ bộ của đảng vào ngày 18 tháng 11 năm 2012, và ngày 16 tháng 6 năm 2013 được chính thức chọn làm ứng cử viên của Libre trong cuộc bầu cử tổng thống năm 2013. Bà phản đối chủ nghĩa tân tự do và quân sự hóa xã hội, đồng thời kêu gọi triệu tập một Hội đồng Lập hiến để viết lại hiến pháp.
Trong các tháng từ tháng 3 đến tháng 10 trước bầu cử, Castro dẫn đầu trong các cuộc khảo sát dư luận giữa 8 ứng cử viên. Tuy nhiên, trong cuộc thăm dò cuối cùng trước ngày bầu cử, bà rơi xuống vị trí thứ hai, sau Juan Orlando Hernández – Chủ tịch Quốc hội thuộc Đảng Quốc gia Honduras. Kết quả cuối cùng, bà đứng thứ hai với 896.498 phiếu (28,78%), sau Hernández với 1.149.302 phiếu (36,89%). Đây là lần đầu tiên đảng Libre vượt qua một trong hai đảng truyền thống là Quốc gia hoặc Tự do, giành được số ghế nhiều thứ hai trong Quốc hội.

#### 2017

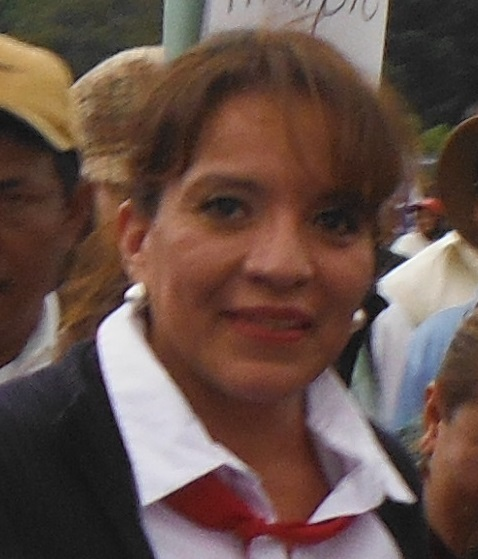
Castro năm 2013

Trong kỳ bầu cử tổng thống năm 2017, Castro tiếp tục tranh cử với tư cách là ứng viên của Libre. Bà dễ dàng chiến thắng trong cuộc bầu cử sơ bộ, nhưng khi Libre liên minh với đảng Đổi mới và Thống nhất (PINU), bà đồng ý nhường vị trí ứng viên tổng thống cho Salvador Nasralla – người đại diện cho liên danh này.
Liên minh này dẫn đầu trong các cuộc khảo sát và kết quả sơ bộ. Tuy nhiên, việc kiểm phiếu bị gián đoạn trong 36 giờ và khi được tiếp tục, xu hướng kết quả đảo ngược, khiến Juan Orlando Hernández tái đắc cử giữa những cáo buộc gian lận. Các cuộc biểu tình sau đó bị đàn áp mạnh tay, làm 23 người thiệt mạng, hàng trăm người bị thương và hơn 1.350 người bị bắt.

#### 2021
Castro được chọn làm ứng cử viên tổng thống của Libre trong cuộc tổng tuyển cử năm 2021. Salvador Nasralla, khi đó là ứng viên tổng thống của Đảng Cứu quốc, đã rút lui và trở thành phó tướng trong liên danh tranh cử với Castro. Các cuộc thăm dò cho thấy cuộc đua gay gắt giữa bà và đối thủ cánh hữu Nasry Asfura – thị trưởng hai nhiệm kỳ của thủ đô và bị cáo buộc tham nhũng. Trong chiến dịch tranh cử, Castro đưa ra nhiều đề xuất như: Chuyển đổi quan hệ ngoại giao sang Trung Quốc đại lục thay vì Đài Loan (theo chính sách Một Trung Quốc), thành lập ủy ban chống tham nhũng do Liên Hợp Quốc hậu thuẫn, tương tự mô hình ở Guatemala. Cải cách hiến pháp Honduras thông qua hội đồng lập hiến. Bà cũng đề xuất nới lỏng lệnh cấm phá thai tuyệt đối, cho phép trong một số trường hợp hạn chế, và cho phép sử dụng và phân phát thuốc tránh thai khẩn cấp.
Khi kết quả sơ bộ được công bố ngày 29 tháng 11, Castro tuyên bố chiến thắng và được truyền thông quốc tế xem là người chiến thắng rõ ràng. Ngày hôm sau, đảng của Asfura chấp nhận thua cuộc. Ông cũng đã gặp riêng và chúc mừng Castro. Ngày 27 tháng 1 năm 2022, bà chính thức trở thành nữ tổng thống đầu tiên của Honduras.

### Cuộc tranh cãi về lãnh đạo Quốc hội năm 2022
Trước cuộc bầu cử năm 2021, Castro cam kết với Nasralla rằng nếu họ chiến thắng, Đảng Cứu quốc của ông sẽ nắm quyền lãnh đạo Quốc hội. Đây là điều kiện quan trọng để Nasralla rút lui và liên danh cùng bà. Tuy nhiên, ngày 21 tháng 1 năm 2022, 20 nghị sĩ thuộc Libre không tuân thủ thỏa thuận, mà bỏ phiếu cho Jorge Cálix – một nghị sĩ Libre khác – làm Chủ tịch Quốc hội. Trong khi đó, các nghị sĩ còn lại và các đảng liên minh ủng hộ Luis Redondo của Đảng Cứu quốc theo đúng thỏa thuận ban đầu. Cuộc hỗn loạn nổ ra tại Quốc hội. Castro không công nhận việc bầu Cálix và gọi 20 nghị sĩ này là “kẻ phản bội”, khai trừ 18 người khỏi Libre. Tối hôm sau, bà tổ chức một buổi cầu nguyện và phản đối trước trụ sở Quốc hội, tuyên bố:"...để ngăn chặn việc bắt cóc Quốc hội và phản đối sự câu kết hai đảng do tên độc tài Juan Orlando Hernández dẫn dắt cùng một số nghị sĩ phản bội – những người đã được nhân dân bầu dưới ngọn cờ của chúng tôi."  Cuối cùng, Cálix và các nghị sĩ bị khai trừ đồng ý ủng hộ Redondo, và được phục hồi tư cách thành viên đảng.

## Nhiệm kỳ Tổng thống (2022–nay)

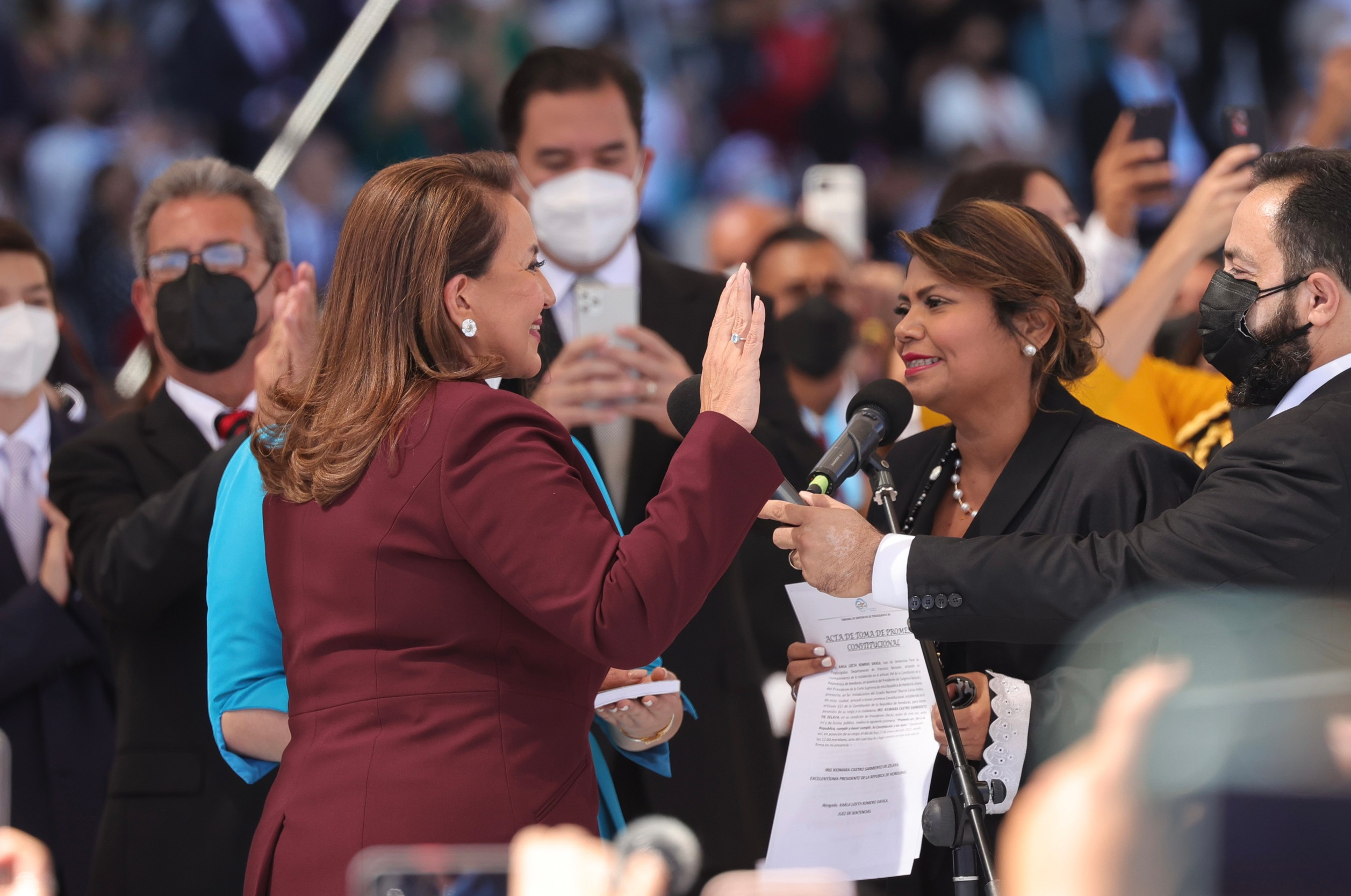
Castro trong lễ nhậm chức, tháng 1 năm 2022

Castro chính thức nhậm chức Tổng thống Honduras vào ngày 27 tháng 1 năm 2022 tại Sân vận động Bóng đá Quốc gia Tegucigalpa, với sự tham dự của hàng ngàn người dân. Trong số các khách mời có Vua Felipe VI của Tây Ban Nha, Phó Tổng thống Đài Loan Lại Thanh Đức, Phó Tổng thống Mỹ Kamala Harris, Phó Tổng thống Argentina Cristina Fernández de Kirchner, Phó Tổng thống Cuba Salvador Valdés Mesa và Tổng thống Costa Rica Carlos Alvarado Quesada.
Castro là nữ Tổng thống đầu tiên của Honduras, đồng thời cũng là người không thuộc hai đảng truyền thống – Đảng Quốc gia và Đảng Tự do – đầu tiên giữ chức vụ này kể từ khi nền dân chủ được khôi phục năm 1982. Trong bài phát biểu nhậm chức, bà cam kết sẽ chống tham nhũng và bất bình đẳng, vốn “lan tràn” dưới các chính phủ trước.
Castro dẫn độ người tiền nhiệm Juan Orlando Hernández sang Hoa Kỳ vì các liên quan đến buôn bán ma túy, thay vì xét xử ông trong nước. Bà cho rằng nạn tham nhũng trong bộ máy nhà nước Honduras là lý do dẫn đến quyết định này. Chính phủ của bà cũng đã yêu cầu Liên Hợp Quóc hỗ trợ thành lập ủy ban quốc tế chống tham nhũng. Tòa án Tối cao, với các thẩm phán do chính phủ tiền nhiệm bổ nhiệm, đã phản đối một số kế hoạch cải cách của bà.

### Chính sách kinh tế
In February 2022, she intervened in a dispute with a businessman over the ownership of a large piece of land south of the capital. The businessman, who owned the land under Honduras law, intended to evict indigenous people to build homes for 10,000 Hondurans; she intervened to stop the eviction, citing indigenous wellbeing over rule of law.
Trong bài phát biểu nhậm chức, Castro cam kết xây dựng lại một nhà nước dân chủ xã hội, khẳng định bà có trách nhiệm khôi phục hệ thống kinh tế minh bạch, hiệu quả, công bằng trong phân phối của cải và thu nhập, và tôn trọng con người hơn quy luật của thị trường.
Tháng 2/2022, bà can thiệp vào vụ tranh chấp đất đai với một doanh nhân định trục xuất người bản địa để xây nhà cho 10.000 người Honduras. Bà ngăn chặn việc cưỡng chế, ưu tiên quyền lợi người bản địa hơn luật sở hữu tài sản.Tháng 3/2022, bà cấm khai thác mỏ lộ thiên vì gây hại nghiêm trọng đến môi trường. Chính phủ cam kết bảo vệ khẩn cấp các vùng sinh thái quan trọng.
Tháng 5/2022, bà bắt đầu thực hiện đạo luật do Quốc hội thông qua nhằm bãi bỏ các khu kinh tế đặc biệt (ZEDE) do chính phủ tiền nhiệm thành lập.Tháng 5/2023, chính phủ ban hành Luật Công bằng Thuế (Ley de Justicia Tributaria – LJT) nhằm xóa bỏ các lỗ hổng và đặc quyền thuế cho một số ngành. Đạo luật này vấp phải phản đối từ nông dân trồng dưa và nuôi tôm, vì họ bị hủy ưu đãi thuế.
Trong chuyến thăm Trung Quốc vào tháng 6/2023 ở Thượng Hải, bà nộp đơn xin gia nhập Ngân hàng Phát triển Mới của khối BRICS, nhằm thúc đẩy phát triển kinh tế và nâng cao đời sống người dân Honduras.

#### Chính sách năng lượng
Để giảm nghèo, trong lễ nhậm chức, Castro tuyên bố rằng các hộ nghèo tiêu thụ dưới 150kWh điện mỗi tháng sẽ không phải trả hóa đơn điện, chi phí này sẽ được gánh bởi các hộ tiêu dùng cao hơn. Bà cũng đề xuất gửi một sắc lệnh hỗ trợ giá nhiên liệu lên Quốc hội và cam kết không cấp phép khai thác sông, lưu vực thủy văn và vườn quốc gia nữa.

#### Chính sách tài khóa
Trong bài phát biểu nhậm chức, bà nhấn mạnh ngân sách quốc gia chủ yếu sẽ dành cho lương và thù lao công chức. Bà chỉ đạo Bộ trưởng Bộ Tài chính và Ngân hàng Trung ương thực hiện các biện pháp giảm lãi suất cho ngành sản xuất.

#### Chính sách an ninh
Ngày 25/11/2022, bà ban bố tình trạng khẩn cấp để đối phó với tội phạm.
Ban đầu áp dụng trong 45 ngày ở Tegucigalpa và San Pedro Sula, tình trạng khẩn cấp sau đó mở rộng ra hơn một nửa các thành phố trên cả nước. Chính phủ tăng cường lực lượng cảnh sát, xây dựng nhà tù an ninh cao, cho phép quân đội hỗ trợ cảnh sát trên đường phố.
Tỉ lệ giết người giảm từ 38/100.000 người năm 2022 xuống còn 31/100.000 người năm 2023 (giảm 17%). Tuy nhiên, một số chuyên gia cho rằng chưa thể khẳng định sự sụt giảm là do chính sách khẩn cấp, và việc thông qua các chính sách an ninh gặp trở ngại tại Quốc hội do đảng của Castro không nắm đa số.

### Chính sách đối ngoại

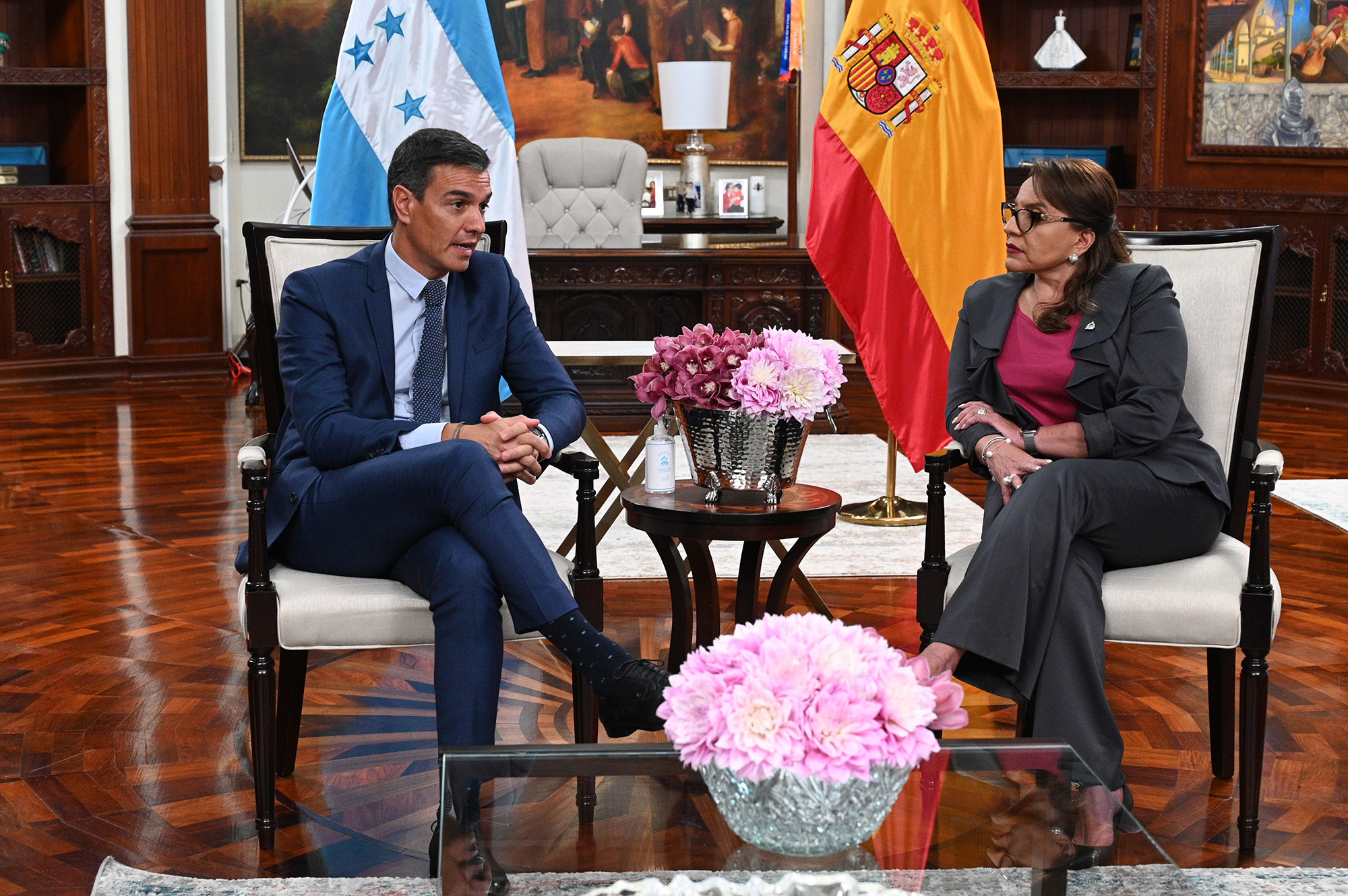
Castro gặp Thủ tướng Tây Ban Nha Pedro Sánchez tại Tegucigalpa (8/2022)

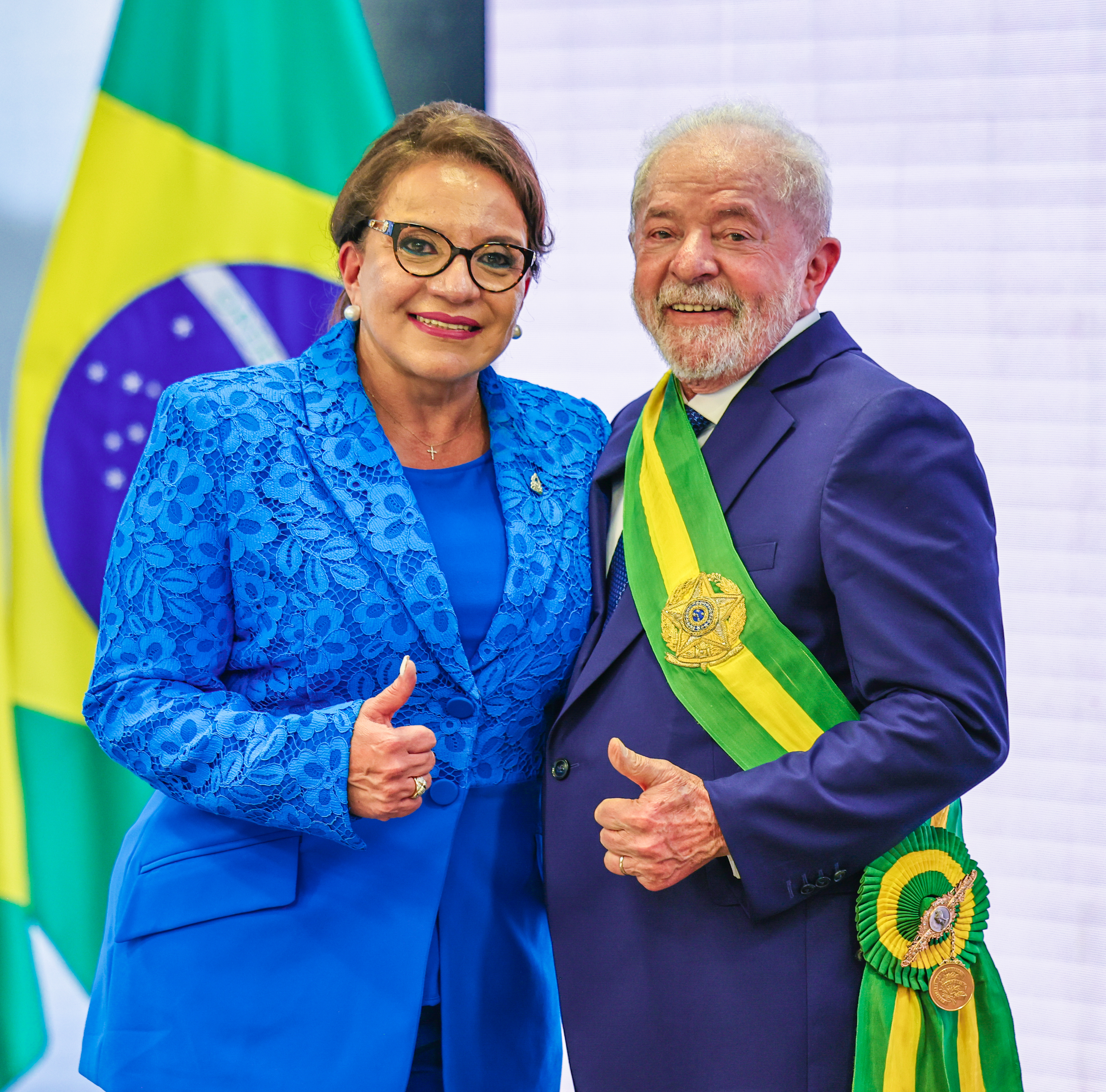
Castro gặp Tổng thống Brazil Lula da Silva (1/2023)

#### Cộng hòa Dân chủ Ả Rập Sahrawi(SADR)
Tháng 2/2022, Thứ trưởng Ngoại giao Honduras đã gặp Tổng thống SADR Brahim Ghali và tuyên bố phục hồi và mở rộng quan hệ ngoại giao giữa hai quốc gia.

#### Đài Loan và Trung Quốc

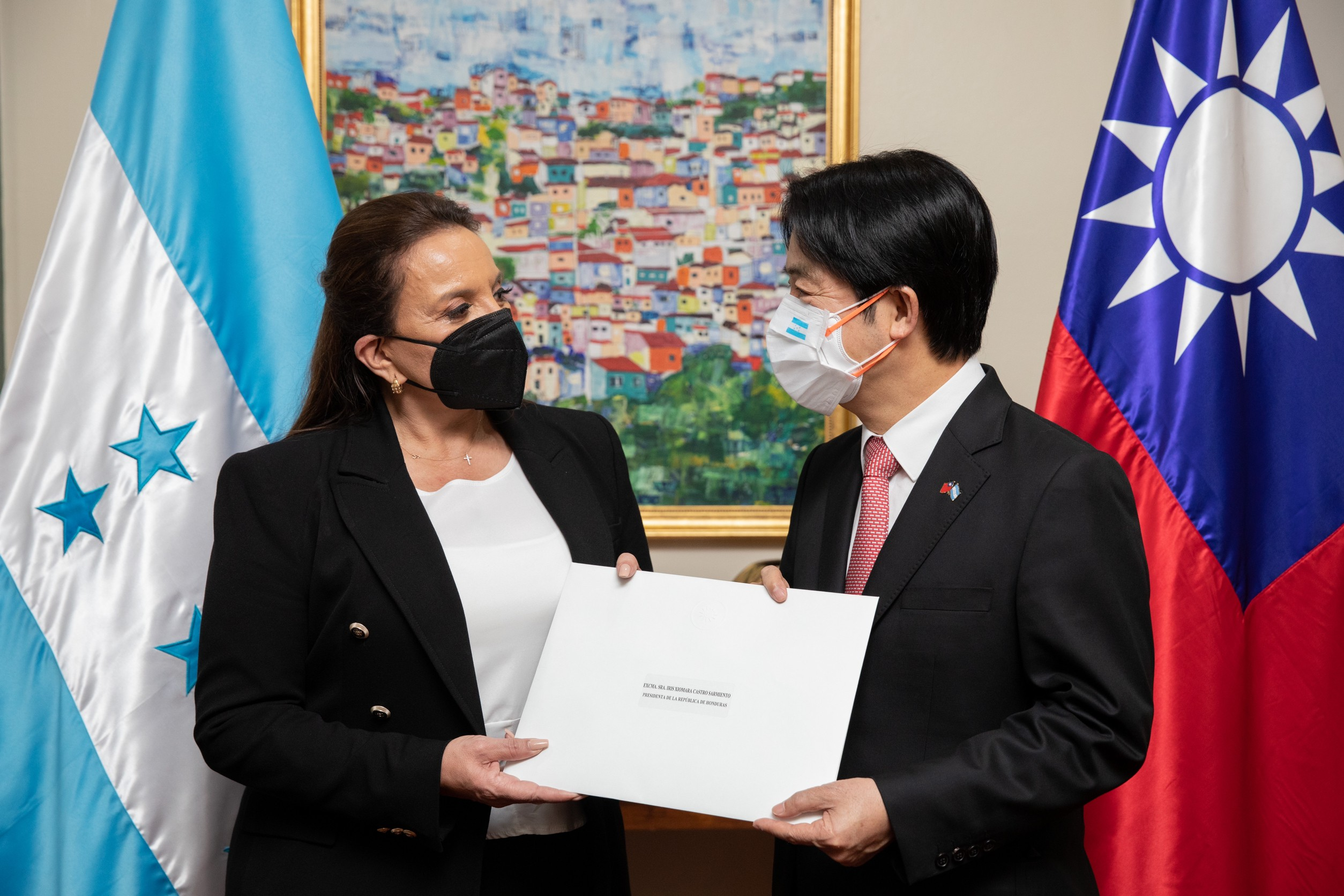
Castro và Phó Tổng thống Đài Loan Lại Thanh Đức vào năm 2022

Trong chiến dịch tranh cử, Castro hứa sẽ chuyển quan hệ ngoại giao từ Đài Loan sang Trung Quốc đại lục nếu đắc cử. Mặc dù Phó Tổng thống Đài Loan Lại Thanh Đức đã dự lễ nhậm chức, nhưng đến 14/3/2023, bà chỉ đạo cắt đứt quan hệ với Đài Loan để thiết lập quan hệ chính thức với Trung Quốc. Cuối tháng 3, Honduras và Trung Quốc thiết lập quan hệ ngoại giao và bổ nhiệm đại sứ.
Một cựu thành viên Quốc dân đảng Đài Loan – Tsai Cheng-yuan – cho rằng hành động này là hệ quả của việc Đài Loan từ chối bảo vệ Castro trong cuộc đảo chính năm 2009. Còn theo Castro, nguyên nhân chính là sự can thiệp của Mỹ và áp lực đối với các nước Trung Mỹ về vấn đề Đài Loan.

#### Venezuela
Ngay sau lễ nhậm chức – có sự tham dự của đại diện chính phủ Nicolás Maduro – đại sứ quán Venezuela tại Tegucigalpa bị phái đoàn của Juan Guaidó (do chính phủ tiền nhiệm công nhận) rút khỏi. Phái đoàn Maduro lập tức tiếp quản đại sứ quán. Cựu Tổng thống Manuel Zelaya (chồng bà Castro) đã gửi tweet chào mừng Maduro và cách mạng Bolivar, kêu gọi đoàn kết Mỹ Latinh. Ngoại trưởng Honduras Enrique Reina và Ngoại trưởng Venezuela Félix Plasencia thông báo khôi phục quan hệ ngoại giao song phương lần đầu tiên kể từ năm 2009 – thời điểm sau đảo chính Honduras. Sau đó, Honduras công nhận đại sứ Venezuela Margaud Godoy. Ngoại trưởng Reina tuyên bố: "Việc nối lại quan hệ với Venezuela là quyết định chủ quyền, nếu Mỹ có băn khoăn gì, đây là chính sách đối ngoại của chúng tôi."

#### Xung đột Israel–Palestine
Ngày 4/11/2023, Castro triệu hồi đại sứ Honduras tại Israel sau khi Bộ Ngoại giao tuyên bố: “Honduras lên án mạnh mẽ hành vi diệt chủng và vi phạm nghiêm trọng luật nhân đạo quốc tế mà dân thường Palestine đang phải gánh chịu tại Dải Gaza.”